# Pays de Sault
Pour les articles homonymes, voir Sault et Pays de Sault (homonymie).
Le pays de Sault [so] est une petite région naturelle de France ainsi qu'un territoire historique, la vicomté de Sault, issue de la partition du comté de Razès, située dans le département de l'Aude. Sur le plan géographique, le Sault est un plateau situé entre 990 et 1310 mètres d'altitude, au cœur des Pyrénées, entaillé de profondes gorges. Regroupant quelques petites communes, Belcaire en est l'ancien chef-lieu de canton principal, même si le pays de Sault s'étend aussi sur tout ou partie des anciens cantons voisins de Quillan et Axat.

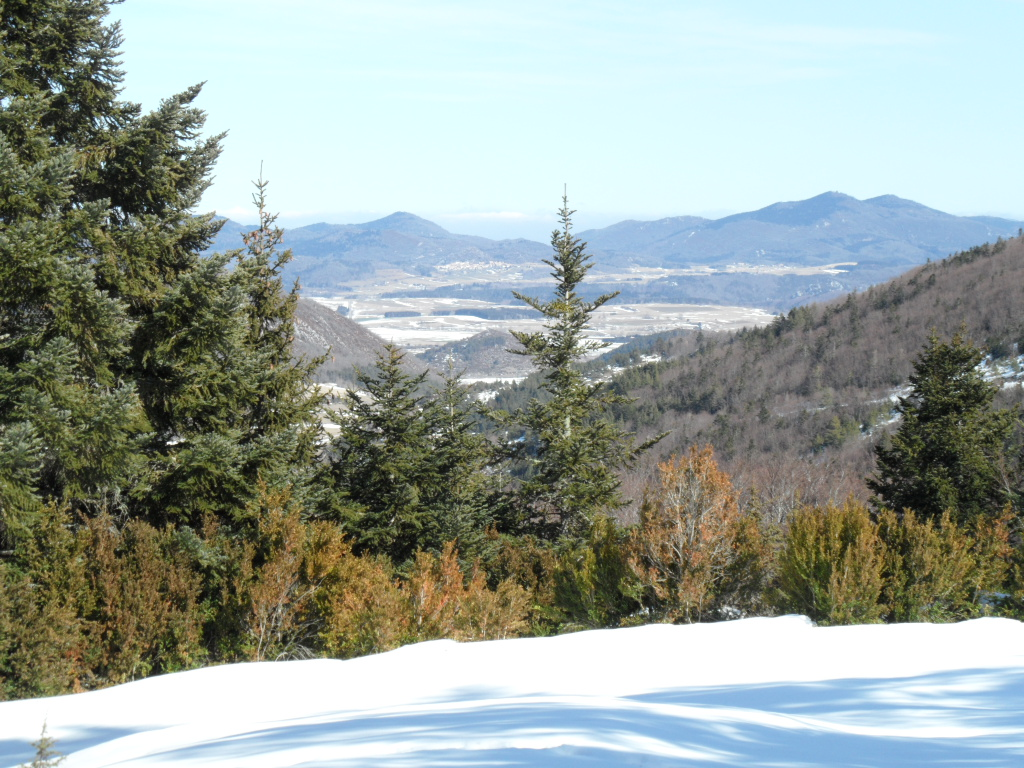
Le pays de Sault à la fonte des neiges.

## Géographie
Le pays de Sault est constitué de trois plateaux inégaux :
- le Roquefortès (situé historiquement dans la vicomté de Fenouillèdes[2]) plateau méridional,
- le petit plateau de Rodome,
- le grand plateau d'Espezel-Belcaire-Camurac.

Au sud-ouest, au-delà du col des Sept Frères, le pays de Sault se prolonge dans le département voisin de l'Ariège par le petit « pays d'Aillou », qui est situé dans le bassin versant atlantique car correspondant à la haute vallée de l'Hers.
Ces plateaux sont creusés de plusieurs failles comme le Carcanet, les gorges du Rébenty, les gorges de Saint-Georges et les gorges de la Pierre-Lys. Sur les hauteurs, le paysage est dominé par les forêts de sapins et les pâturages.
Les principales rivières dans la région sont le Rébenty, l'Aude et l'Aiguette.

## Les villages du Pays de Sault
| Grand plateau                                                                                                   | Vallée du Rébenty                                                 | Petit plateau | Vallée de l'Aude                                  | Plateau méridional                                                                      |
| --- | ----------------------------------------------------------------- | --- | ------------------------------------------------- | --------------------------------------------------------------------------------------- |
| Belcaire Roquefeuil Espezel Camurac Comus Prades (Ariège) Montaillou (Ariège) Belvis La Peyre Coudons Quirbajou | Marsa Joucou Belfort-sur-Rebenty Niort-de-Sault Mérial La Fajolle | Rodome Caillens Nunès Mazuby Galinagues Aunat (Aude) Bessède-de-Sault Le Clat Artigues (Aude) Cailla Fontanès-de-Sault Campagna-de-Sault | Gesse Carcanières-les-Bains Escouloubre-les-Bains | Escouloubre Le Bousquet Sainte-Colombe-sur-Guette Roquefort-de-Sault Buillac Counozouls |

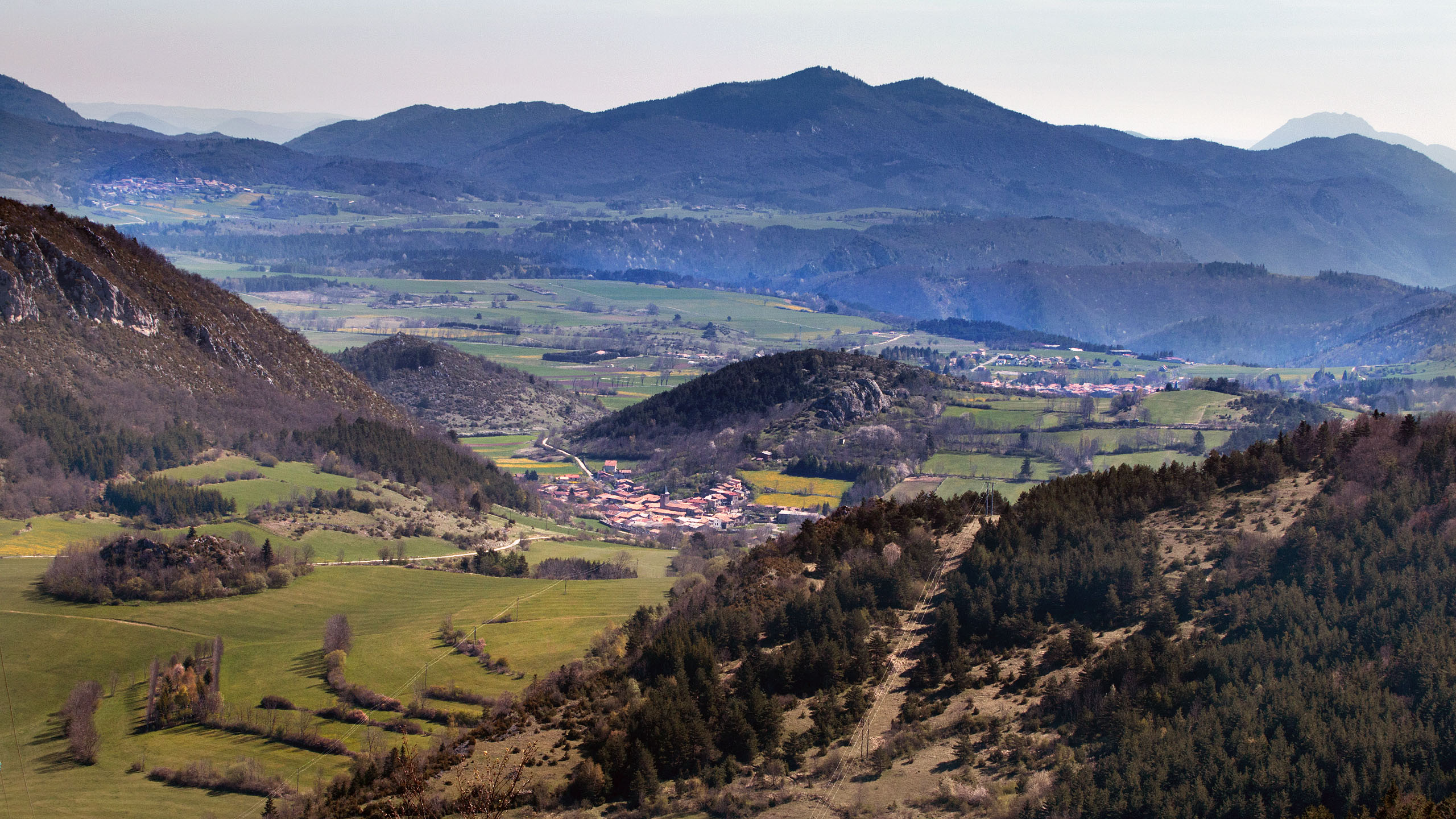
Grand Plateau Roquefeuil Espezel Belvis.
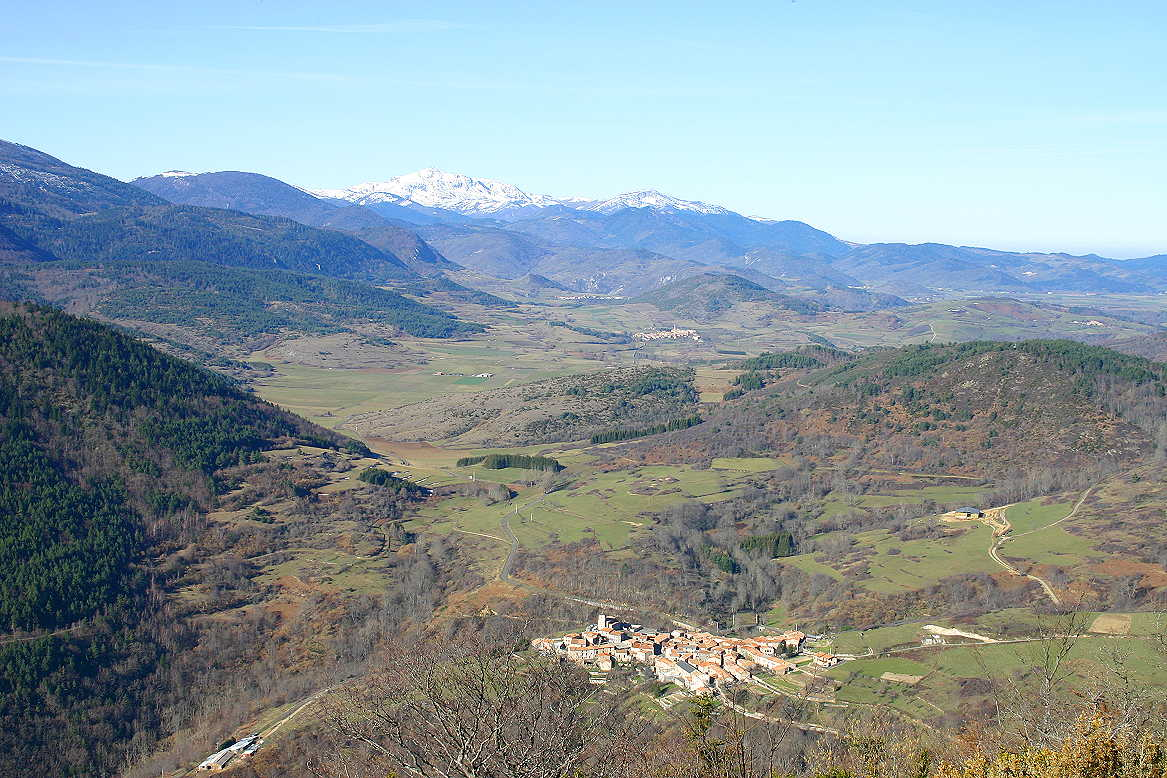
Petit Plateau Bessèdes Rodome Mazuby.
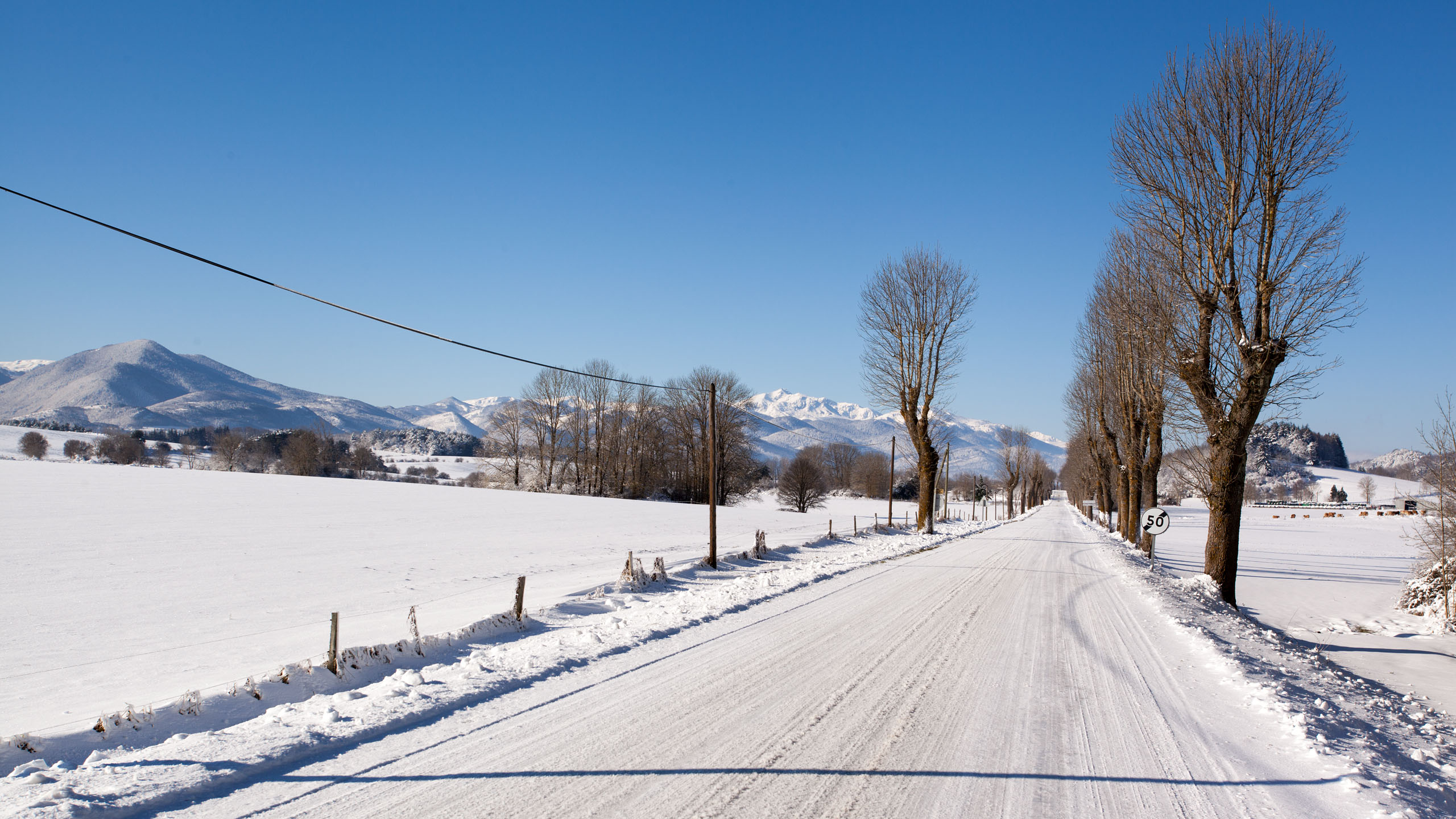
La route départementale 613.
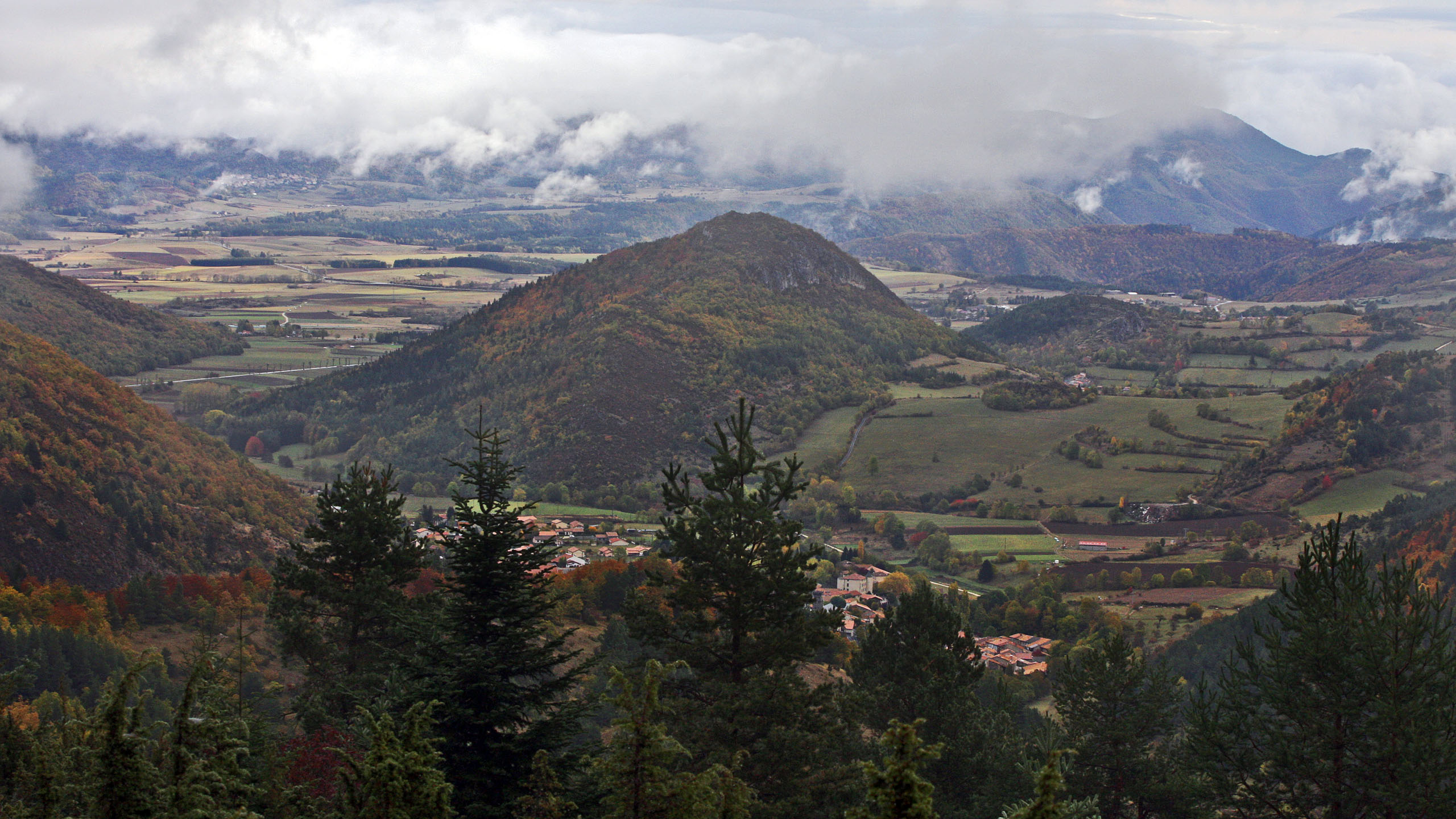
Grand Plateau Belcaire Roquefeuil Espezel Belvis.

## Histoire
Le nom Sault provient du latin saltus qui signifie soit une région de bois et de pacage, soumise à un droit romain d'usage particulier, soit une contrée de passage caractérisée par des défilés, des gorges, des pas ou cols nombreux ou importants. Marqués par le recul du pastoralisme plus que séculaire, les plateaux actuels sont très boisés.
Le Pays de Sault fait partie au neuvième siècle du comté de Razès. Il est mentionné dans l'un des plus anciens documents de la région : en 845 le comte Argila du Razès d'origine wisigothe, vend à son fils Bera de Razès ses droits sur le Pays de Sault. À cette époque l'abbaye Saint-Jacques de Joucou, documentée dès 873, joue un rôle important. Vers la fin du siècle, le Pays de Sault passe sous la suzeraineté des comtes de Cerdagne puis des comtes de Besalú. Au douzième siècle, les seigneurs du pays rendent hommage aux Trencavel. 
Ancienne vicomté, dont la capitale était le village de Niort (aujourd'hui Niort-de-Sault), apanage de la famille de Niort, le Sault, comme on dénommait autrefois le pays montagneux de Sault, est un haut lieu du catharisme occitan, jusqu'à la chute du château de Niort, à l'été 1255.

## Sport
Les clubs du pays de Sault :
- Football Club du pays de Sault,
- Union Sportive du Plateau de Sault : rugby éducatif (rassemblement avec Lavelanet, Bélesta, Laroque d'Olmes, Chalabre, La Bastide-sur-l'Hers et Le Peyrat), rugby féminin et masculin seniors, ligue d'Occitanie de rugby
- Rambailleuses d'Ariège (Bélesta), rugby féminin seniors et cadettes, ligue d'Occitanie de rugby
- On vole en parapente sur tout le plateau (plusieurs sites agréés FFVL),
- Le village de Camurac possède la  seule station de ski de piste de l'Aude.
- Salle d'escalade à Belcaire.

## Économie
Les activités principales sont l'agriculture et l'élevage bovin. Sa spécialité est la pomme de terre.